# Acmaeodera maculifera
Acmaeodera maculifera är en skalbaggsart som beskrevs av Horn 1894. Acmaeodera maculifera ingår i släktet Acmaeodera och familjen praktbaggar. Inga underarter finns listade i Catalogue of Life.